# Peperomia blanda
Peperomia blanda är en pepparväxtart som först beskrevs av Nikolaus Joseph von Jacquin, och fick sitt nu gällande namn av Carl Sigismund Kunth. Peperomia blanda ingår i släktet peperomior, och familjen pepparväxter.

## Underarter
Arten delas in i följande underarter:
- P. b. floribunda
- P. b. langsdorffii
- P. b. pseudodindygulensis